# Sabana de Parra
Sabana de Parra – miasto w Wenezueli, w stanie Yaracuy.